# Elke Steiner
Elke Renate Steiner (* 1971 in Bremen) ist eine deutsche Illustratorin und Comic-Zeichnerin. Sie lebt und arbeitet in Berlin.

## Leben und Werk
Steiner studierte zunächst Freie Kunst an der Kunstakademie Münster. Sie wechselte an die Fachhochschule Münster zum Fachbereich Design, um dort mit Comic-Zeichnern in Kontakt zu kommen. Abgeschlossen hat Steiner das Studium mit einem Diplom im Jahr 1999 für ihre Comic-Arbeit Die Giftmischerin, die sie auch selbst veröffentlichte. Im Bremer Fanzine Panel Ambixious Comix erscheinen regelmäßig Kurzgeschichten von Steiner.
Nach ihrem Diplom erlangte sie ein Stipendium des Jüdischen Museums in Rendsburg und des Dr.-Bamberger-Hauses, woraufhin Steiner die Arbeit an einem Comic zur jüdischen Lokalgeschichte begann, welches in der Erstauflage 2001 unter dem Titel Rendsburg Prinzessinstrasse – Die Geschichte einer jüdischen Kleinstadtgemeinde in der Edition PANEL veröffentlicht wurde. Originale der Seiten wurden vielerorts ausgestellt, unter anderem beim Comicfestival Fumetto in der Schweiz, sowie in Bremen und Wiesbaden.
Die anderen Mendelssohns behandelt seit dem Erscheinen des ersten Bandes im Jahr 2004 die „schwarzen Schafe“ der berühmten Familie und beleuchtet die einzelnen Linien des Stammbaums, ausgehend von den sechs Kindern Moses Mendelssohns. Der erste Band, der in Zusammenarbeit mit den Jüdischen Kulturtagen und der Jüdischen Volkshochschule in Berlin entstanden ist, trägt daher den vollen Titel Die anderen Mendelssohns – Dorothea Schlegel, Arnold Mendelssohn.
Steiner lebt und arbeitet in Berlin als Comic-Zeichnerin und Illustratorin für Magazine, Zeitungen und die Werbung. Seit 2002 leitet sie zudem Comic-Workshops für Jugendliche, Erwachsene und mittlerweile auch Kinder. Im Jahr 2007 hat sie außerdem die Kinderbücher Bella’s Brazilian Football und Bella's Chocolate Surprise von Adam Giullain illustriert.

## Veröffentlichungen (Auswahl)
- Love Migration, mit Quarteera e.V., Berlin 2019
- Rendsburg Prinzessinstrasse, Edition PANEL, Bremen 2001, ISBN 3-935146-31-0
- Die anderen Mendelssohns – Dorothea Schegel, Arnold Mendelsohn, Reprodukt, Berlin 2004, ISBN 978-3-931377-96-0
- Die anderen Mendelssohns – Karl Mendelssohn Bartholdy, Reprodukt, Berlin 2015, ISBN 978-3-95640-024-7
- Bella's brazilian football, Milet Publishing, Chicago (USA) 2007, mit Adam Giullain, ISBN 978-1-84059-488-1
- Bella's chocolate surprise, Milet Publishing, Chicago (USA) 2007, mit Adam Giullain, ISBN 978-1-84059-505-5
- Der Busfahrer, der Gott sein wollte (nach einer Kurzgeschichte Etgar Kerets) in der Jüdischen Allgemeinen Wochenzeitung
- Doc und Doctrix im Deutschen Ärzteblatt
- Ärztebiografien (Episodenartige Lebensgeschichten von Herbert Lewin und Käte Frankenthal) im Deutschen Ärzteblatt

## Ausstellungen (Auswahl)
- 2006: Humboldt-Universität, Berlin. Projektforum Orte jüdischen Lebens in Berlin
- 2005: Aktives Museum Spiegelgasse, Wiesbaden.
- 2005: Goethe-Institut, Tel Aviv (Israel).
- 2005: Heinrich-Böll-Stiftung, Berlin.
- 2005: Kleintheater Luzern, Luzern (Schweiz). In Zusammenarbeit mit Fumetto.
- 2004: Berlin. 18. Jüdische Kulturtage
- 2003: Aktives Museum Spiegelgasse, Wiesbaden.
- 2002: Evangelisches Informationszentrum, Bremen. Kapitel 8
- 2002: Staatsarchiv Luzern, Institut für Jüdisch-Christliche Forschung (IJCF), Luzern (Schweiz). In Zusammenarbeit mit Fumetto und der Universität Luzern.